# 東京科学大学理学院
東京科学大学理学院（とうきょうかがくだいがくりがくいん、英: School of Science）は、東京科学大学の学院の一つ。

## 組織
| 理学院 | 学士課程（1年目）                          | 学士課程（2～4年目） | 大学院課程                                                                                |
| 理学院 | 理学院                                     | 数学系               | 数学系 - 数学コース                                                                       |
| 理学院 | 理学院                                     | 物理学系             | 物理学系 - 物理学コース - 物質・情報卓越コース※（博士後期課程のみ）                       |
| 理学院 | 理学院                                     | 化学系               | 化学系 - 化学コース - エネルギー・情報コース※ - 物質・情報卓越コース※（博士後期課程のみ） |
| 理学院 | 理学院                                     | 地球惑星科学系       | 地球惑星科学系 - 地球惑星科学コース - 地球生命コース※                                     |
| 理学院 | 学院研究センター                           |                      |                                                                                           |
| 理学院 | 火山流体研究センター                       |                      |                                                                                           |
| 理学院 | 理財科学研究センター                       |                      |                                                                                           |
| 理学院 | 系外惑星観測研究センター                   |                      |                                                                                           |
| 理学院 | 量子物理学・ナノサイエンス先端研究センター |                      |                                                                                           |

※ 複数の系に関連しているコース